# Mausole

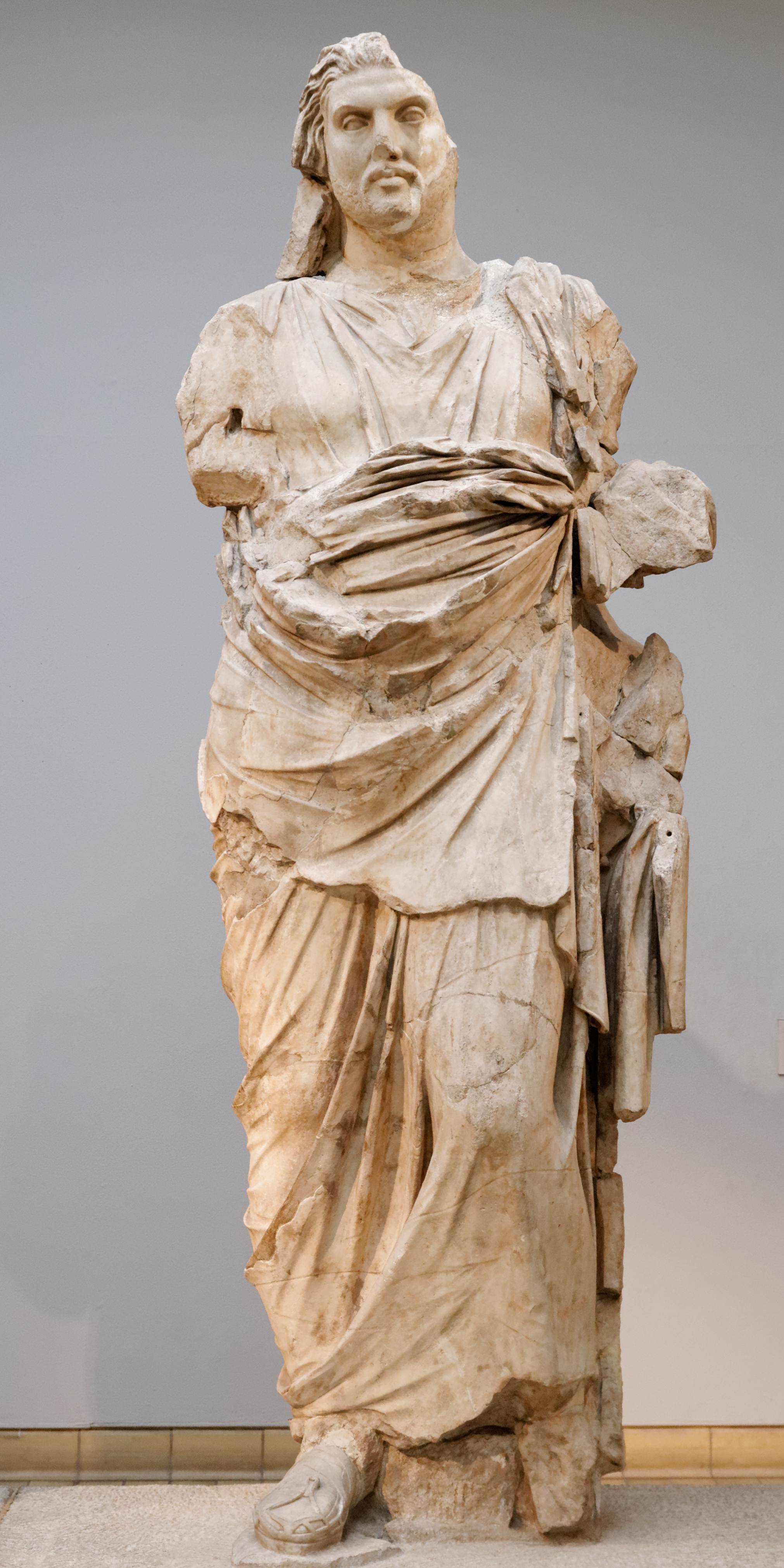
Statue colossale d'un homme traditionnellement identifié comme Mausole, provenant de la zone nord du mausolée d'Halicarnasse, British Museum.

Mausole, en grec ancien Μαύσωλος / Maúsôlos († 353 av. J.-C.) est un satrape de Carie. Son épouse a fait ériger le mausolée d'Halicarnasse, une des sept merveilles du monde, à sa propre gloire. Artemise, poussée par un profond désir de voir une œuvre humaine perpétuer le souvenir de son époux, fit construire à grand frais le tombeau de son mari Mausole (le Mausolée). Ainsi le décrit Aulu-Gelle dans ses "Nuits attiques".

## Contexte historique
Mausole était le fils d'Hécatomnos, un aristocrate qui a obtenu la satrapie de Carie des mains d'Artaxerxès II en 392 av. J.-C. Bien que Hécatomnos eût pensé à la possibilité d'une révolte, il était toujours resté fidèle au roi de Perse, il n'y avait donc aucune raison de refuser à son fils le droit de lui succéder. On sait très peu de choses sur la jeunesse de Mausole, mais il est assez certain qu'il a connu le roi de Sparte Agésilas II. Eudoxe de Cnide a séjourné auprès de Mausole jusqu'en 370 av. J.-C., avant de retourner à Athènes comme disciple ou assistant de Platon à l'Académie.

## Son gouvernement

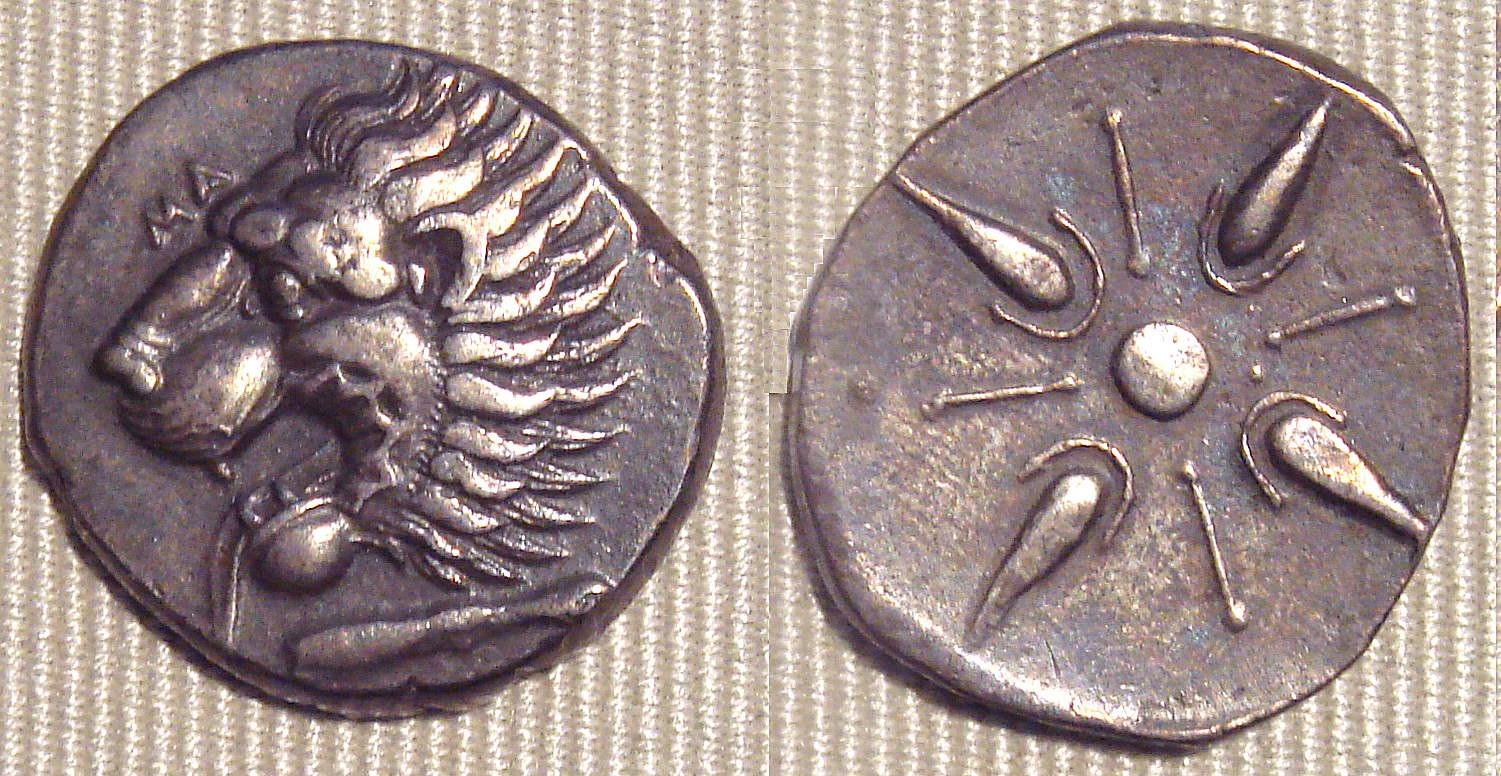
Pièces frappées sous Mausole (tétradrachme).

Quand Mausole devint satrape en 377 av. J.-C., l'Empire achéménide était impliqué dans deux conflits graves. D'une part, l'Égypte était devenue indépendante et Artaxerxès voulait la récupérer. D'autre part la tribu des Cadusiens représentait au Nord un danger menaçant. Cela donnait une certaine liberté aux satrapes d'Asie Mineure, et quelques cités grecques craignaient que le nouveau satrape de Carie voulût élargir son domaine vers l'ouest.
Mausole transféra la cour de Mylasa à Halicarnasse entre 370 et 365 av. J.-C. La ville fut fortifiée par de solides remparts et la population augmenta. Les bâtiments les plus célèbres furent le tombeau que le satrape ordonna de construire à proximité du marché et que l'on connaît sous le nom de mausolée (lequel a été reconnu comme l'une des Sept Merveilles du monde à ce point que le terme est utilisé aujourd'hui pour désigner de grands tombeaux) et le majestueux amphithéâtre d'Halicarnasse.
En 367 av. J.-C., Ariobarzane, le satrape de Phrygie hellespontique se révolta. Une armée perse fut envoyée contre lui sous la conduite de Mausole et d'Autophradatès de Lydie. Le rebelle se retrouva isolé et assiégé, mais quand Agésilas fit irruption en Asie Mineure à la tête d'une armée de mercenaires pour appuyer Ariobarzane, il se passa quelque chose de très étrange : Mausole donna de l'argent et des présents au Spartiate et il abandonna le siège. Il est possible que Mausole ait voulu éviter l'entrée d'Agésilas en Carie ou se ménager la possibilité d'embaucher à l'avenir des mercenaires.

## Un rebelle intelligent
Quelle que soit la raison, la vérité est que Mausole se joignit à ce qu'on a appelé la Révolte des satrapes, une série de rébellions qui n'arriva jamais à menacer sérieusement la stabilité de l'empire. À un moment ou un autre, outre Ariobarzane et Mausole, Datame de Cappadoce, Orontès Ier d'Arménie et Autophradates lui-même se joignirent à la rébellion, recevant également  le soutien des pharaons Nectanébo Ier, Teos et Nectanébo II.
Peu de temps après 360 av. J.-C. l'ordre fut rétabli, et quand Artaxerxès III succéda à son père au printemps de 358 av. J.-C., il n'avait déjà plus rien à craindre des satrapes. Il choisit d'ignorer le comportement de Mausole, qui s'était arrangé intelligemment pour être parmi les derniers à rejoindre la rébellion (en conquérant une partie de la Lydie, l'Ionie et des îles voisines) et parmi les premiers à changer de camp en trahissant ses alliés (ce dont il fut récompensé par l'annexion d'une partie de la Lycie). Bien que Mausole dût accepter la présence d'une garnison perse à Halicarnasse, il se conduisit plus ou moins comme un gouverneur indépendant, raison pour laquelle on l'appelle roi dans quelques sources. En fait, il agit comme s'il avait signé des traités avec des villes comme Cnossos et en nommant des Cariens à des postes qui jusqu'alors avaient été occupés par des Perses.

## Politique extérieure

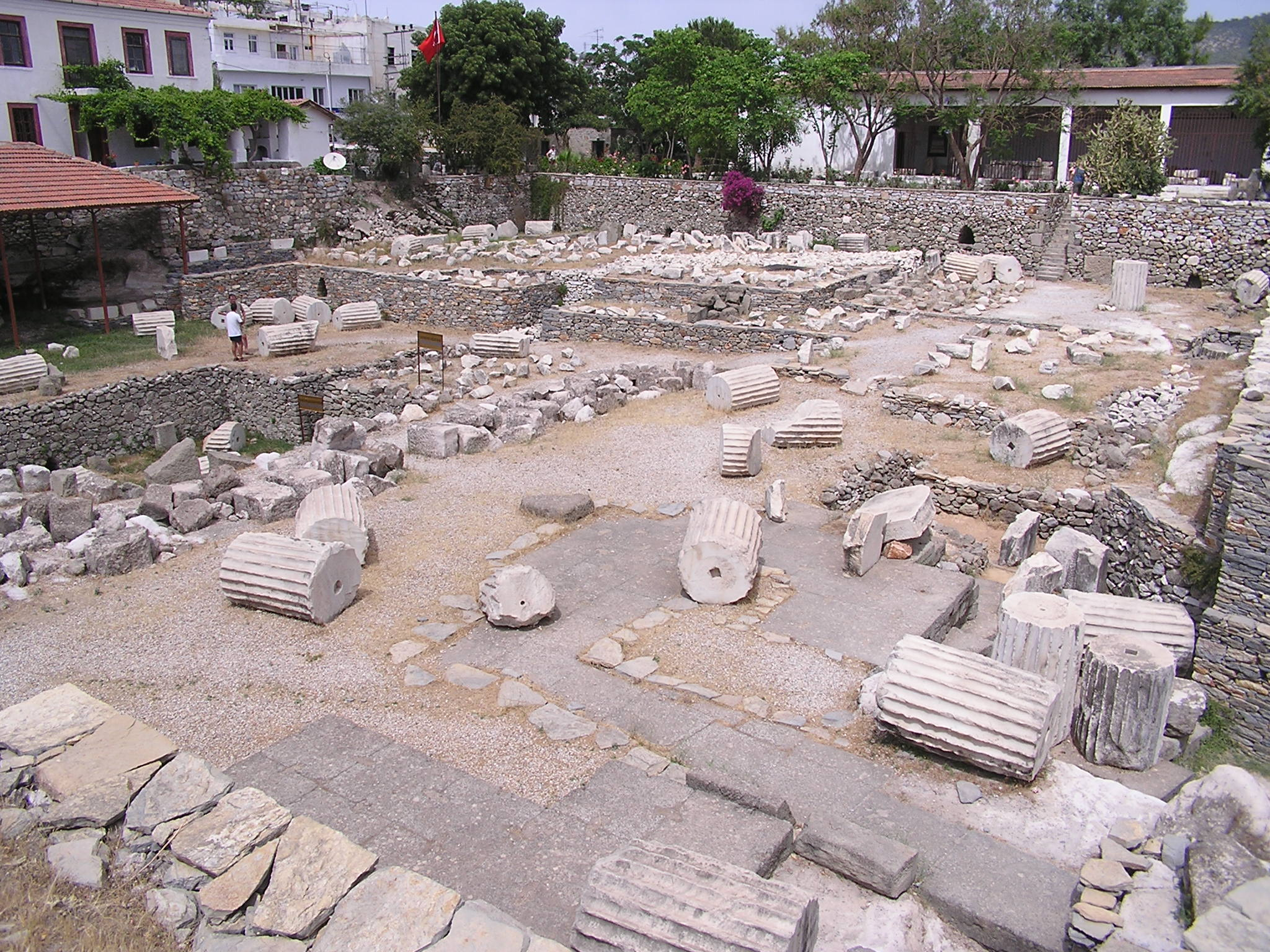
Vestiges du « mausolée d'Halicarnasse » à Bodrum.

En 357 av. J.-C., Mausole apporta son aide aux alliés d'Athènes, révoltés contre elle lors de ce qu'on a appelé la guerre sociale. Athènes vaincue à Embata dans une bataille navale imposante et décisive, quelques-uns de ses alliés, Chios, Cos, Byzance et Rhodes, passèrent sous le contrôle direct de Mausole. On ne sait pas pour quelle raison Mausole les avait aidés, mais il avait pu recevoir l'ordre d'Artaxerxès III de faire en sorte que les Grecs se révoltent. Cela donna l'occasion au roi perse d'attaquer l'Égypte, mais l'expédition aboutit à un désastre.
Le résultat fut que Mausole était satrape de Carie, mais en même temps un souverain indépendant, qui contrôlait quelques villes grecques et quelques îles. Les villes grecques jouissaient de plus ou moins d'autonomie, mais des inspecteurs les visitaient régulièrement. Ce modèle, qui avait été mis au point par les Perses (« l'œil du roi ») et utilisé également par les Athéniens (episkopos), fut copié par certains dirigeants.
Mausole mourut sans postérité en 353 av. J.-C. Il fut remplacé par sa femme Artémise (qui était en même temps sa sœur et lui succéda) ; elle fit venir les grands artistes grecs du milieu du IVe siècle av. J.-C. qui se rendirent dans la capitale de la Carie pour décorer le mausolée. Des architectes comme Satyros et Piteos, ainsi que des sculpteurs comme Scopas, Léocharès, Bryaxis et Timothéos, terminèrent le tombeau après la mort d'Artémise, certains d'entre eux ne travaillant, on l'a dit, que pour le renom qu'ils en acquéraient.
Une inscription découverte à Milas détaille le châtiment de quelques conspirateurs qui avaient tenté d'assassiner Mausole à l'occasion d'une fête dans un temple de Labranda en 353.